# Sean Green (basket-ball)
Pour les articles homonymes, voir Sean Green (baseball).
Sean Green, né le 2 février 1970, à Santa Monica, en Californie, est un joueur américain de basket-ball. Il évoluait aux postes d'arrière et d'ailier.

## Palmarès
- First-Team All-MAAC 1991
- All-USBL Second Team 1996